# 1977年南アフリカグランプリ
1977年南アフリカグランプリ （XXIII South African Grand Prix ）は、1977年F1世界選手権の第3戦として、1977年3月5日にキャラミ・サーキットで開催された。
このレースはマーシャルのフレデリック・ジャンセン・ヴァン・ヴーレンとシャドウをドライブするトム・プライスが死亡した事故で知られる。また、2週間後に飛行機事故で死亡したホセ・カルロス・パーチェにとっても最後のレースとなった。

## レース概要
ジェームス・ハントがポールポジションを獲得、ホセ・カルロス・パーチェが2番手、ニキ・ラウダが3番手と続いた。スタートでハントが先行、パーチェと先頭争いを繰り広げ、ラウダとジョディー・シェクターが続いた。このオーダーが7周目まで続いたが、ラウダがトップに立つとその座を譲ることはなかった。シェクターは11周目にハントを捉え2位に立った。
21周目にレンツォ・ゾルジのシャドウがエンジントラブルを起こし、2人のマーシャルがコースを横切って車に近づいた。2番目のマーシャル、フレデリック・ジャンセン・ヴァン・ヴーレンがトム・プライスの車にはねられ即死した。彼が持っていた消火器がプライスの顔面に激突、プライスも即死した。
レースは継続し、ラウダが優勝した。前年の恐ろしいクラッシュ以来の優勝であった。地元ドライバーのシェクターが2位、6輪ティレルのパトリック・デパイユが最終周回でハントを抜いて3位に入った。

## 結果
| 順位 | No | ドライバー                     | チーム                      | 周回 | タイム       | グリッド | ポイント |
| ---- | -- | ------------------------------ | --------------------------- | ---- | ------------ | -------- | -------- |
| 1    | 11 | ニキ・ラウダ                   | フェラーリ                  | 78   | 1:42:21.6    | 3        | 9        |
| 2    | 20 | ジョディー・シェクター         | ウルフ-フォード             | 78   | +5.2         | 5        | 6        |
| 3    | 4  | パトリック・デパイユ           | ティレル-フォード           | 78   | +5.7         | 4        | 4        |
| 4    | 1  | ジェームス・ハント             | マクラーレン-フォード       | 78   | +9.5         | 1        | 3        |
| 5    | 2  | ヨッヘン・マス                 | マクラーレン-フォード       | 78   | +19.9        | 12       | 2        |
| 6    | 7  | ジョン・ワトソン               | ブラバム-アルファロメオ     | 78   | +20.2        | 11       | 1        |
| 7    | 19 | ヴィットリオ・ブランビラ       | サーティース-フォード       | 78   | +23.6        | 14       |          |
| 8    | 12 | カルロス・ロイテマン           | フェラーリ                  | 78   | +26.7        | 8        |          |
| 9    | 22 | クレイ・レガツォーニ           | エンサイン-フォード         | 78   | +46.2        | 16       |          |
| 10   | 28 | エマーソン・フィッティパルディ | フィッティパルディ-フォード | 78   | +1:11.7      | 9        |          |
| 11   | 18 | ハンス・ビンダー               | サーティース-フォード       | 77   | +1 lap       | 19       |          |
| 12   | 6  | グンナー・ニルソン             | ロータス-フォード           | 77   | +1 lap       | 10       |          |
| 13   | 8  | ホセ・カルロス・パーチェ       | ブラバム-アルファロメオ     | 76   | +2 laps      | 2        |          |
| 14   | 30 | ブレット・ランガー             | マーチ-フォード             | 76   | +2 laps      | 23       |          |
| 15   | 14 | ラリー・パーキンス             | BRM                         | 73   | +5 laps      | 22       |          |
| Ret  | 9  | アレックス＝ディアス・リベイロ | マーチ-フォード             | 66   | エンジン     | 17       |          |
| Ret  | 10 | ハンス＝ヨアヒム・スタック     | マーチ-フォード             | 55   | エンジン     | 18       |          |
| Ret  | 5  | マリオ・アンドレッティ         | ロータス-フォード           | 43   | 事故         | 6        |          |
| Ret  | 33 | ボイ・ハイエ                   | マーチ-フォード             | 33   | ギアボックス | 21       |          |
| Ret  | 26 | ジャック・ラフィット           | リジェ-マトラ               | 22   | 衝突         | 12       |          |
| Ret  | 16 | トム・プライス                 | シャドウ-フォード           | 22   | 死亡事故     | 15       |          |
| Ret  | 17 | レンツォ・ゾルジ               | シャドウ-フォード           | 21   | 燃料漏れ     | 20       |          |
| Ret  | 3  | ロニー・ピーターソン           | ティレル-フォード           | 5    | 燃料システム | 7        |          |

## トム・プライスの死
22周目にシャドウのレンツォ・ゾルジがエンジントラブルのためリタイア、コース左脇に車を停止させた。間もなくエンジンから火が出る。この非常事態に2人の若いマーシャルが消火器を持ってコースを横切って近づこうとした。まさにその時、ハンス＝ヨアヒム・スタックのマーチと、トム・プライスのシャドウが現場に近づいた。スタックはかろうじて1人目のマーシャルをかわしたが、スタック車に視界を遮られていたプライスは対処する間もなく2人目のマーシャル、19歳のフレデリック・ジャンセン・ヴァン・ヴーレンと衝突した。
ほぼ全速で衝突した瞬間、ヴァン・ヴーレンの体は引き裂かれて宙に舞い、彼は即死した。同時にヴァン・ヴーレンの持っていた消火器がプライスの頭部に激突した。消火器はプライスのヘルメットを割り、衝撃で顎紐がヘルメットの残りを引きはがし、消火器が切断寸前まで首に食い込んだ。プライスのシャドウはそのままメインストレートを走行した。車は結局ジャック・ラフィットのリジェに接触した後第1コーナーでコースを外れ停止した。この事故の全容が放送クルーによって撮影された。
ジャンセン・ヴァン・ヴーレンの遺体は激しく損壊し判別不能だったため、レースディレクターはコースマーシャルを全員呼び出し、その中にヴァン・ヴーレンがいなかったため、身元が特定された。

### 余波
2人が死亡したこの事故は悲しみで伝えられた。ティレルのメカニック、トレヴァー・フォスターは遠方からこの事故を目撃し、その様子を後に語っている。
| 「 | 私はプライスのチームメイトの車がコース脇に停止し、小さな火が見えたのを鮮やかに思い出す。次に思い出すのはトムの車がストレートをやってくるのが見えたことだ。そして、予想よりも速いスロットルの瞬間的なリフトを覚えている。そして、私は何かが車から飛び上がるのを見た。それは悲劇的にも、マーシャルであることが分かった。 | 」 |

デヴィッド・トレメイン（モータースポーツジャーナリスト）は、事故の余波として不信と恐怖を思い出す。
| 「 | 悲劇はそれ自体 - 全くの偶発であるが - 取るのが難しく、まだ存在する。人はその怒りの焦点を誰かに合わせる傾向がある。そして、その焦点は長い間、コースを横切ったジャンセン・ヴァン・ヴーレンと呼ばれた19歳の少年に合わせられていた。 | 」 |

事故の様子は記録映画『F1グランプリ 栄光の男たち』に収められている。

## 第3戦終了時点でのランキング
| 順位 | ドライバー               | ポイント |
| ---- | ------------------------ | -------- |
| 1    | ジョディー・シェクター   | 15       |
| 2    | カルロス・ロイテマン     | 13       |
| 3    | ニキ・ラウダ             | 13       |
| 4    | ジェームス・ハント       | 9        |
| 5    | ホセ・カルロス・パーチェ | 6        |

| 順位 | コンストラクター            | ポイント |
| ---- | --------------------------- | -------- |
| 1    | フェラーリ                  | 22       |
| 2    | ウルフ-フォード             | 15       |
| 3    | マクラーレン-フォード       | 9        |
| 4    | ブラバム-アルファロメオ     | 7        |
| 5    | フィッティパルディ-フォード | 6        |

- 注：ドライバー、コンストラクター共にトップ5のみ表示。

## 参照
1. ↑  1: List of Deaths 11 May 2009. Accessed 2009-05-11.  Archived 2009-05-13.
2. ↑  “North East Wales Sport - quotes”.   BBC (2006年3月24日). 2010年3月27日閲覧。

| 前戦 1977年ブラジルグランプリ       | FIA F1世界選手権 1977年シーズン | 次戦 1977年アメリカ西グランプリ     |
| 前回開催 1976年南アフリカグランプリ | 南アフリカグランプリ            | 次回開催 1978年南アフリカグランプリ |